# Son Hee-joon
손희준
Œuvres principales
Première œuvre : Bottom Better Tomorrow
Autres ouvrages :
- Yureka

Dans ce nom coréen, le nom de famille, Son, précède le nom personnel.
Son Hee-joon (en coréen : 손희준) est un manhwaga né le 15 septembre 1976 en Corée du Sud. Il est à la fois dessinateur et scénariste.

## Biographie
Son Hee-joon commence sa carrière de manhwaga en 1992, alors âgé de 16 ans, en publiant Bottom Better Tomorrow pour lequel il gagne un concours organisé par le magazine coréen Champ.

## Œuvres
- 1992 : Bottom Better Tomorrow (꼴찌본색)
- 1992 : Bottom (꼴찌시리즈)
- 1993 : Little Highlander (리틀 하이랜더)
- 1993 : Battle of the Highlander (배틀 하이랜더)
- 1995 : Un combattant invincible (불사신 배틀러)
- 1996 : Athènes l'académie de magie (마법학원 아테나)
- 1997 : Crazy Hear Rose (크레이지 히어어로즈)
- 1998 : Zeus, l'académie de magie (매직 아카데미 제우스)
- 1998 : Saga Dual (듀얼사가)
- 1998 : Evil Eye (이블아이)
- 1998 : Un combattant fou (크레이지 배틀러
- 2000 : Yureka avec Kim Youn-kyung (유레카), 41 volumes (Haksan, Éditions Tokebi/Éditions Samji, Meian)
- 2000 : Olympe, l'école des maîtres (마스터스쿨 올림프스), 10 volumes
- 2006 : Dorosi (도로시),  5 volumes (Haksan)